# Condylocardia geigeri
Condylocardia geigeri is een tweekleppigensoort uit de familie van de Condylocardiidae. De wetenschappelijke naam van de soort is voor het eerst geldig gepubliceerd in 2003 door Coan.